# Fair-Trade-Stadt
Fair-Trade-Stadt ist ein Fair-Trade-Siegel, das von einer anerkannten Fair-Trade-Zertifizierungsstelle (z. B. Fairtrade Foundation in Großbritannien, TransFair Canada in Kanada, Fairtrade Deutschland, Fairtrade Österreich) vergeben wird und sich für die Förderung Fair-Trade-zertifizierter Waren im Rahmen des fairen Handels einsetzt.
Außerdem vergeben diese Organisationen auch Zertifikate für Fairtrade Village, Fairtrade Zone, Fairtrade Borough, Fairtrade Island, Fairtrade Country, Fairtrade University, Fairtrade School (Fairtrade-Schule).

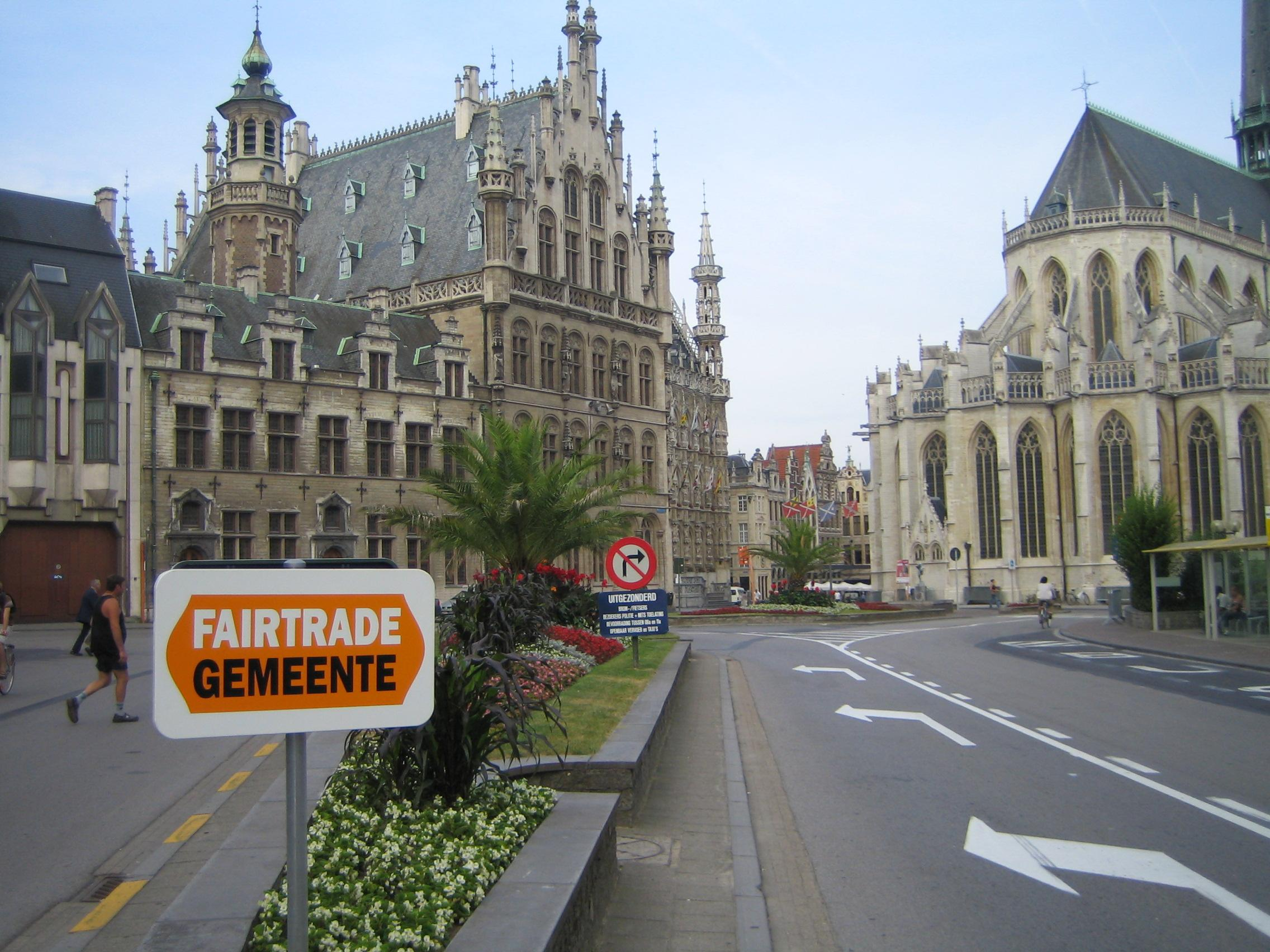
Fair-Trade-Stadt Leuven in Belgien

## Geschichte
Die Kampagne Fair-Trade-Town wurde in Garstang, Lancashire, im Jahr 2001 im Rahmen der Initiative von Bruce Crowther, einem lokalen Oxfam-Unterstützer, und der Garstang Oxfam-Gruppe ins Leben gerufen. Diese Initiative zur Förderung Fair-Trade-zertifizierter Waren war erfolgreich: innerhalb weniger Monate wurde der Umsatz Fairtrade-zertifizierter Waren deutlich erhöht. Zusätzlich baute die Stadt Garstang im Laufe der Kampagne Geschäftsbeziehungen mit Fairtrade-Kakaoanbau-Gemeinden in New Koforidua, (Ghana) auf.
Aufgrund des öffentlichen Interesses an den Aktionen setzte sich die Fairtrade Foundation zum Ziel, weitere Städte für Fair-Trade zu interessieren, und erstellte einen Leitfaden für den Status der „Fair-Trade-Stadt“. Zwischen 2001 und 2006 wurde insgesamt 209 britischen Städten der Fair-Trade-Status von der Fairtrade-Foundation verliehen. Im Oktober 2009 wurden weitere 448 britische Städte und 312 Städte weltweit mit dem Fair-Trade-Status ausgezeichnet. Die Kampagne Fairtrade-Towns wird in Deutschland von Fairtrade Deutschland getragen und bringt unterschiedliche Akteure aus Handel, Politik und Zivilgesellschaft zusammen.

## Kriterien
Mehrere Fairtrade-Label-Initiativen erstellten gemeinsam formale Richtlinien für die Zertifizierung. Um die Anerkennung als Fair-Trade-Stadt zu erhalten, muss eine Stadt fünf Kriterien erfüllen:
1. Der Gemeinderat übergibt eine Resolution, in der er erklärt, Fairen Handel zu unterstützen, und selber Fair-Trade-Tee und Fair-Trade-Kaffee in seinen Sitzungen sowie in seinen Büros und Kantinen anzubieten.
2. Eine bestimmte Anzahl von Läden, Cafés, Catering-Betrieben o. ä. müssen je mindestens zwei Fair-Trade-Produkte leicht zugänglich zum Kauf anbieten; dabei hängt die geforderte Mindestanzahl an teilnehmenden Betrieben von der Größe der jeweiligen Stadt ab.
3. Es muss eine Steuerungsgruppe eingerichtet werden, die Informationen zu Fairem Handel erstellt und ihre Verbreitung organisiert sowie ökologische und soziale Standards für die Beschaffung von Materialien und Produkten aus sogenannten Entwicklungsländern erstellt.
4. Voraussetzung sind ebenfalls Fair-Trade-Unterstützungsaktionen der Bevölkerung, z. B. an Schulen.
5. Zudem müssen mehrere Medienberichte über Fair-Trade-Aktivitäten in der Presse der Stadt vorzuweisen sein.

Der Titel Fairtrade-Stadt wird bei der ersten Anerkennung für zwei Jahre vergeben, anschließend werden die Vorgaben verschärft. Der Kölner Verein Transfair hat den Titel seit dem Jahr 2009 an rund 700 Städte in Deutschland vergeben (Oktober 2020), u. a. an Berlin, Hamburg, Köln und Frankfurt am Main. Als Städte werden in diesem Zusammenhang auch bloße Gemeinden und Stadtbezirke bezeichnet.

## Ähnliche Formen
In Österreich gibt es anstatt der Form, die auf Städte beschränkt ist, die Beteiligung als FAIRTRADE-Gemeinde oder als FAIRTRADE-Region. Mit Stand November 2012 waren 77 Gemeinden und drei Wiener Gemeindebezirke Mitglieder. FAIRTRADE Österreich ist ein gemeinnütziger Verein zur Förderung ethischer Maßstäbe im Handel mit dem globalen Süden; Vereinsvorsitzender ist seit 2007 Helmut Schüller.